# Agrilus mjoebergi
Agrilus mjoebergi é uma espécie de inseto do género Agrilus, família Buprestidae, ordem Coleoptera.
Foi descrita cientificamente por Gebhardt, 1925.